# 2002년 튀르키예 총선
제15차 튀르키예 총선은 2002년 11월 3일, 뷜렌트 에제비트가 주도한 DSP-MHP-ANAP연합이 붕괴한 후에 열렸다. 이것은 튀르키예에서 열린 15번째 총선이었다. 튀르키예 대국민의회 550명을 선출하기 위해 2002년 11월 3일에 치러졌다.
이 선거는 2001년 터키 경제 위기(2001 Turkish economic crisis) 이후 진행 중인 경제 위기 동안에 실시되었는데, 이것은 1980년 군사 쿠데타 이후 이 나라를 통치해 온 연립 정부의 깊은 분노를 야기시켰다. AKP와 공화인민당이 통합되면서 1999년에 선출된 DSP-MHP-ANAP연합 정부 하에서 의석을 확보한 9개 정당에서 양당제가 되었다. 2001년 레제프 타이이프 에르도안에 의해 결성된 정의 개발당은 의석의 거의 3분의 2로 선거에서 승리했다. 이 선거결과는 이전에 의석을 가진 정당들이, AKP가 363석을 차지하며 34.3%의 득표로 퇴장당하는 것과 같은 것이었다. 그외의 의석을 차지한 유일한 정당은 공화인민당이었는데, 공화인민당은 19.38%의 득표율과 178석으로 2위를 차지했다. 그 선거는 1987년 이후 튀르키예 최초의 단독 정당 정부를 만들어 냈고, 1960년 이래 튀르키예 최초의 양당제 의회를 만들었다.
정의개발당이 지지하는 온건적 이슬람 주의는 세속적인 튀르키예 공화국의 설립과 상충되는 것이었다. 이스탄불 시장으로 재직하는 동안, 에르도안은 인종적 편협성을 부추긴 사이트에서 시를 낭독한 죄로 1998년에 10개월의 실형을 선고 받았다. 이로 인해 당초 그가 국회에 출마하지 못하게 되었는데, 이는 정의개발당의 공동 창립자인 압둘라 굴이 선거에서 승리한 후에 총리가 되었다는 것을 의미했다. 공화인민당의 도움으로, 정부는 2003년에 에르도안이 시르트 주에서 논란이 되고 있는 보궐 선거에 참여할 수 있도록 그의 출마 금지를 뒤집었다. 에르도안은 2003년 3월에 수상이 되었으며, 압둘라 굴이 동시에 외무부 장관과 부총리를 맡았다.
2002년 11월 3일 튀르키예 대국민의회 총선거 결과
| 정당                                                                      | 정당          | 정당                                         | 정당                     | 득표       | 득표   | 득표  | 의석   | 의석   | 의석              | 의석            |
| 약명                                                                      | 약명          | 정당명 튀르키예어                            | 대표                     | 득표수     | %      | 변동  | 당선인 | %      | ± (6월 11일 기준) | ± (2007년 기준) |
| ------------------------------------------------------------------------- | ------------- | -------------------------------------------- | ------------------------ | ---------- | ------ | ----- | ------ | ------ | ----------------- | --------------- |
|                                                                           | AKP           | 정의개발당 Adalet ve Kalkınma Partisi        | 레제프 타이이프 에르도안 | 10,808,229 | 34.28  | New   | 363    | 66.00  | 304               | New             |
|                                                                           | CHP           | 공화인민당 Republican People's Party         | 케말 클르치다로을루      | 6,113,352  | 19.39  | 10.68 | 178    | 32.36  | 175               | 178             |
|                                                                           | DYP           | 민주당 (튀르키예) Doğru Yol Partisi          | 탄수 칠레르              | 3,008,942  | 9.54   | 2.52  | 0      | 0.00   | 83                | 85              |
|                                                                           | MHP           | 민족주의자 운동당 Milliyetçi Hareket Partisi | 데블레 바흐셀리          | 2,635,787  | 8.36   | 9.62  | 0      | 0.00   | 124               | 129             |
|                                                                           | GP            | 청년당 Genç Parti                            | 셈 우산                  | 2,285,598  | 7.25   | New   | 0      | 0.00   | New               | New             |
|                                                                           | ANAP          | 모 세란당 Anavatan Partisi                   | 메수트 일 마즈           | 1,618,465  | 5.13   | 8.09  | 0      | 0.00   | 71                | 86              |
|                                                                           | SP            | 지복당 Saadet Partisi                        | 레카이 쿠탄              | 785,489    | 2.49   | 12.92 | 0      | 0.00   | 46                | 111             |
|                                                                           | DSP           | 민주좌파당 Demokratik Sol Parti              | 뷜렌트 에제비트          | 384,009    | 1.22   | 20.97 | 0      | 0.00   | 58                | 136             |
|                                                                           |               | 기타                                         |                          | 3,574,661  | 11.35  | 3.63  | 0      | 0.00   | 68                | 0               |
|                                                                           |               | 무소속 Bağımsızlar                           | 무소속 Bağımsızlar       | 314,251    | 1.00   | 0.13  | 9      | 1.64   | 15                | 6               |
|                                                                           |               |                                              |                          |            |        |       |        |        |                   |                 |
| 총합                                                                      | 총합          | 총합                                         | 총합                     | 31,528,783 | 100.00 |       | 550    | 100.00 | 0                 | 0               |
|                                                                           |               |                                              |                          |            |        |       |        |        |                   |                 |
| 유효표                                                                    | 유효표        | 유효표                                       | 유효표                   | 31,528,783 | 96.22  | 0.73  |        |        |                   |                 |
| 무효/공표                                                                 | 무효/공표     | 무효/공표                                    | 무효/공표                | 1,239,378  | 3.78   | 0.73  |        |        |                   |                 |
| 전체 투표율                                                               | 전체 투표율   | 전체 투표율                                  | 전체 투표율              | 32,768,161 | 79.14  | 7.95  |        |        |                   |                 |
| 투표 비참여                                                               | 투표 비참여   | 투표 비참여                                  | 투표 비참여              | 8,638,866  | 20.86  | 7.95  |        |        |                   |                 |
| 등록 유권자수                                                             | 등록 유권자수 | 등록 유권자수                                | 등록 유권자수            | 41,407,027 |        |       |        |        |                   |                 |
|                                                                           |               |                                              |                          |            |        |       |        |        |                   |                 |
| 출처: 튀르키예 최고선거위원회 (전체 결과) 보관됨 2017-12-11 - 웨이백 머신 |               |                                              |                          |            |        |       |        |        |                   |                 |